# Ferdi Kübler
Ferdinand "Ferdi" Kübler (Marthalen, 24 de julho de 1919 – Zurique, 29 de dezembro de 2016) foi um ciclista suíço. 
Teve mais de 400 vitórias como profissional incluindo o Tour de France em 1950, e o Campeonato Mundial de Ciclismo de 1951.